# بخش فیروزپور
بخش فیروزپور (به انگلیسی: Firozpur district) یک بخش در هند است که در پنجاب واقع شده‌است. بخش فیروزپور ۵٬۳۰۵ کیلومتر مربع مساحت و ۲٬۰۲۹٬۰۷۴ نفر جمعیت دارد.